# Süßkind (Adelsgeschlecht)

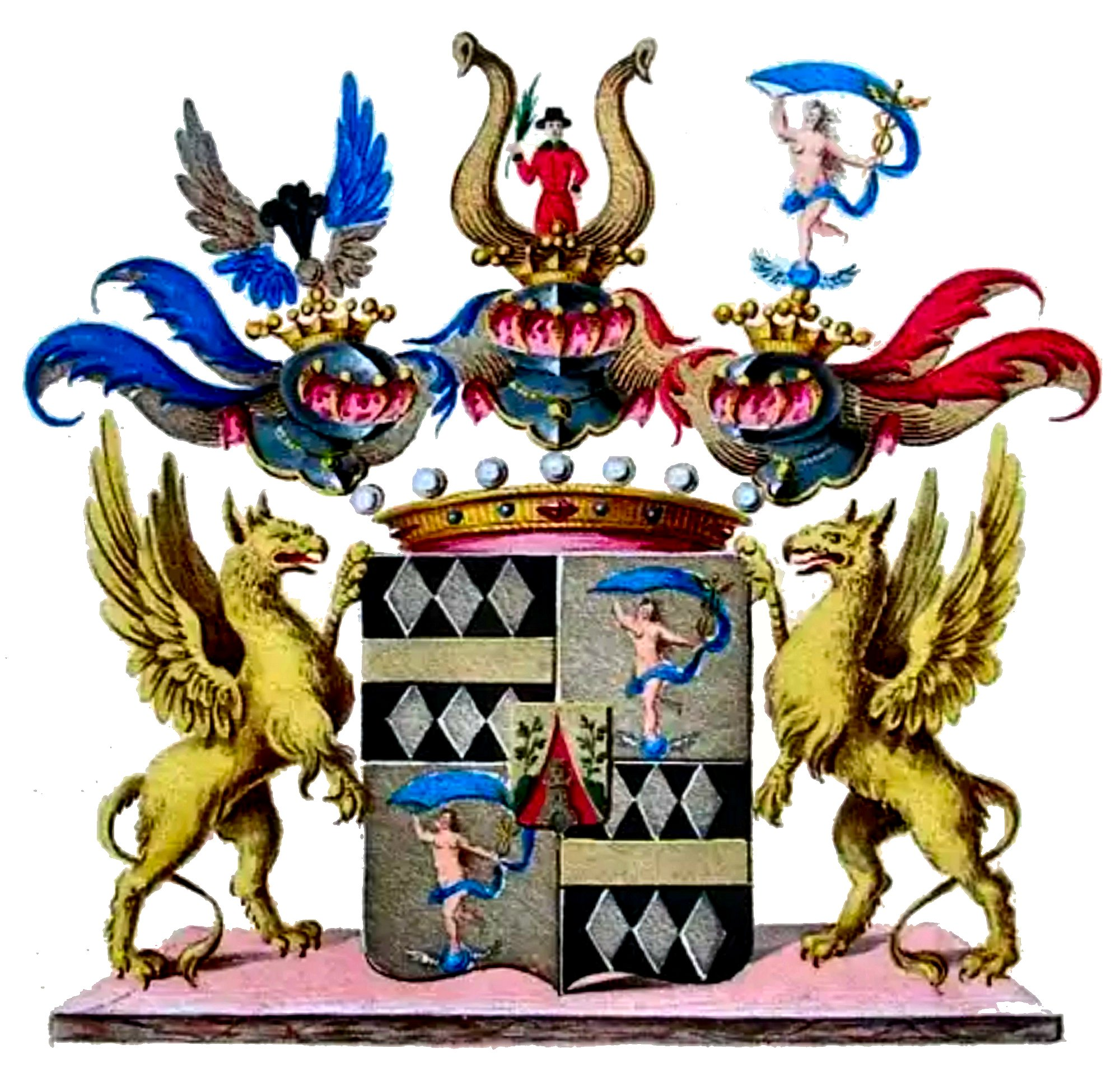
Wappen der Freiherren von Süßkind

Die Familie von Süßkind geht auf Johann Gottlieb Süßkind zurück, der 1821 vom bayerischen König Maximilian I. Joseph in den Freiherrenstand erhoben und zum „Königlich Bayerischen Kämmerer“ ernannt wurde.

## Geschichte

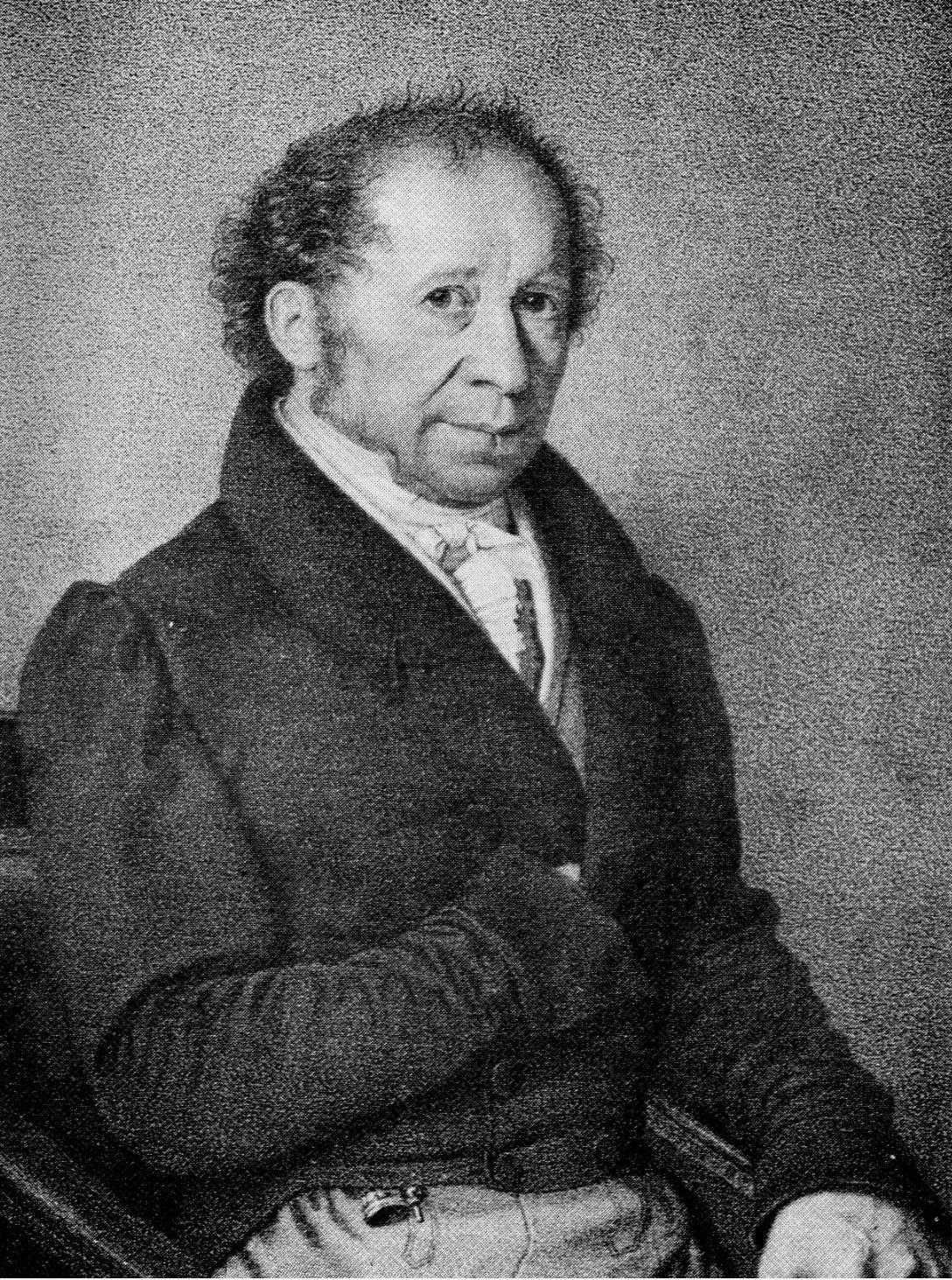
Johann Gottlieb von Süßkind

Das Geschlecht stammt aus Württemberg und beginnt seine Stammreihe mit Michael Süßkind, der angeblich 1425 urkundlich als Bürger von Esslingen und Lehnsträger des Klosters Weiler bei Esslingen auftritt (tatsächlich ist ein Michael Süßkind erstmals 1431 in Esslingen nachgewiesen). Genaueres über die Esslinger Anfänge der Familie hat im Jahr 2018 Markus Numberger erforscht und veröffentlicht. Er führt alle späteren Namensträger Süßkind in Esslingen, Winnenden, Pforzheim usw. zurück auf den aus Filderstadt-Bernhausen stammenden Metzger Hans Vestener in der Esslinger Pliensau-Vorstadt (* vor 1370, † um 1442), der seit 1386 in den Esslinger Steuerbüchern erscheint. Dieser trug seit 1422 den Beinamen "der alt Süeskint" und eine Urkunde vom 23. Juni 1425 nennt explizit „den Erbern Hanns Vestner den Alltten, den man nempt Süßkhünd unnd Hannsen, und Ulrichen den Vestner seinen Sün, unnd Hansen Hüglin, Alle vier Metzger und Bürger zu Esßlingen“. Auf der Rückseite einer Urkunde vom 28. Juni 1425 heißt die ganze Familie (Hans Vestner und seine Söhne Hans und Ulrich) „Vestner die man nempt Süßkind“. Der Beiname Süßkind entwickelte sich zum neuen Familiennamen und unter den Nachkommen dieser Söhne finden sich weiterhin Metzger, in Winnenden Bäcker und Schmiede und schließlich seit dem 16. Jahrhundert württembergische Pfarrer und Beamte, die zu den nachfolgend genannten Namensträgern führen.
Der 1821 in Bayern geadelte Johann Gottlieb Süßkind wurde am 11. März 1767 im württembergischen Nürtingen geboren und starb am 21. Dezember 1849 in Augsburg. Der Sohn eines Süßbäckers entstammte der württembergischen Ehrbarkeit (einer seiner Cousins war der Theologe Friedrich Gottlieb Süskind). Er arbeitete unter anderem im Augsburger Bankhaus Halder und brachte es durch Wertpapiertransaktionen während der Napoleonischen Kriege zu großem Reichtum. Daraufhin gründete er ein eigenes Bankhaus in Augsburg und steigerte sein Vermögen noch weiter, sodass er bis heute als reichster Mann Schwabens seit dem Dreißigjährigen Krieg gilt. Sein glänzender Aufstieg markiert zugleich den letzten und herausragendsten Höhepunkt Augsburgs als Stadt der Financiers. Johann Gottlieb von Süßkind kaufte nacheinander den Gutshof Bannacker in Augsburg, die Herrschaft Schwendi in Württemberg, die Herrschaft Bächingen an der Brenz, die benachbarte Herrschaft Haunsheim, das Schloss Dennenlohe in Franken und die Herrschaft Dietenheim in Württemberg.

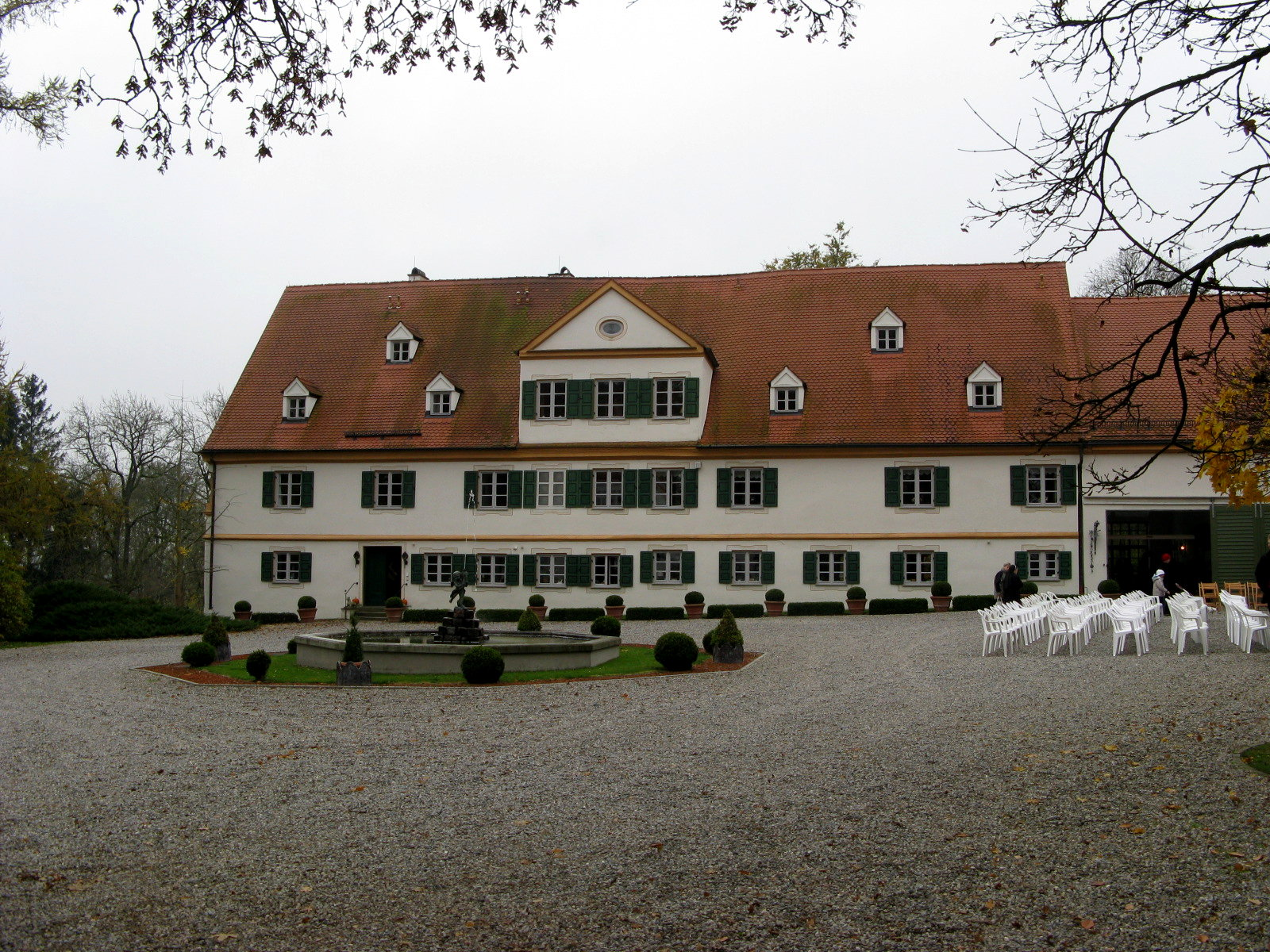
Gutshof Bannacker
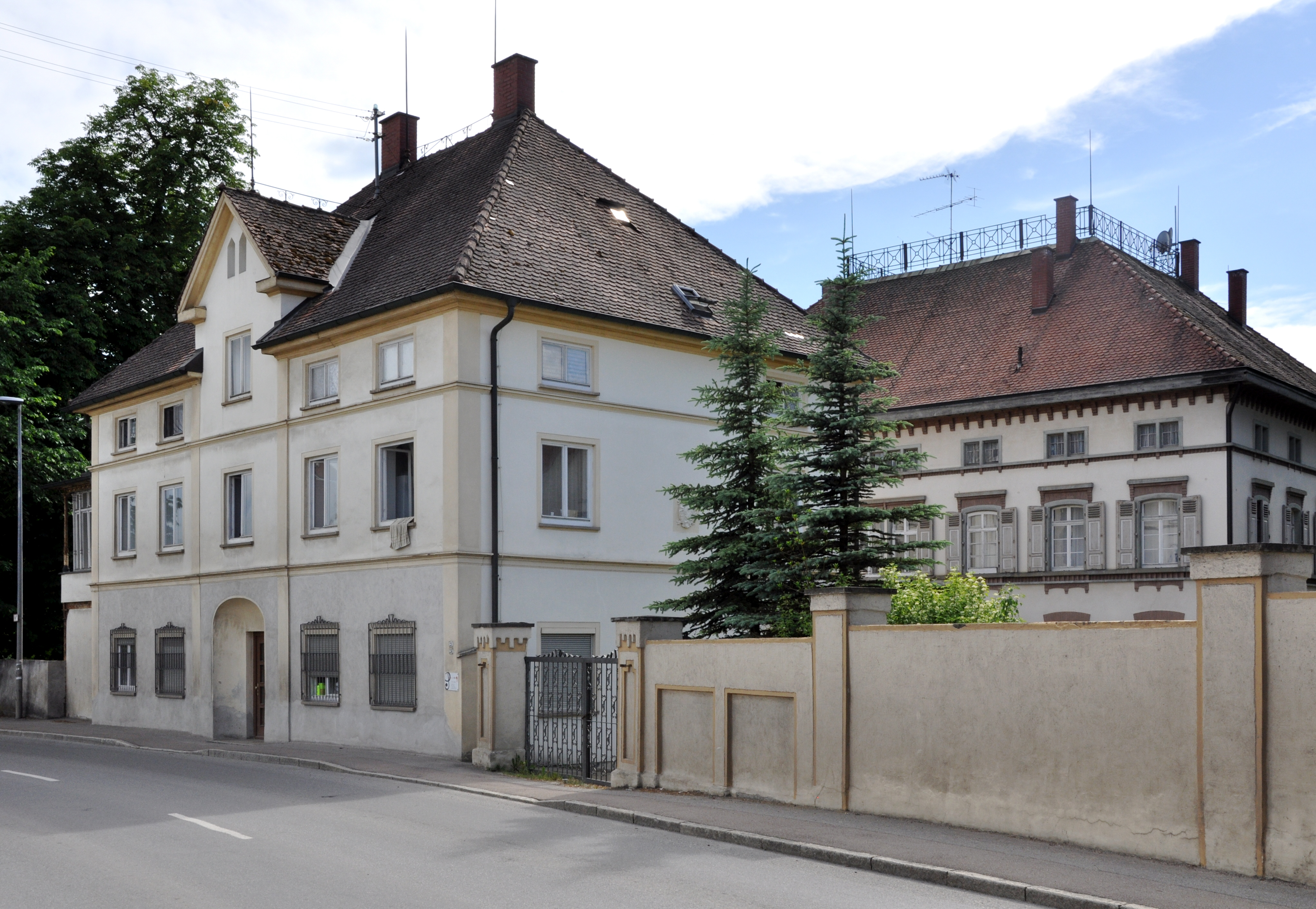
Schloss Schwendi
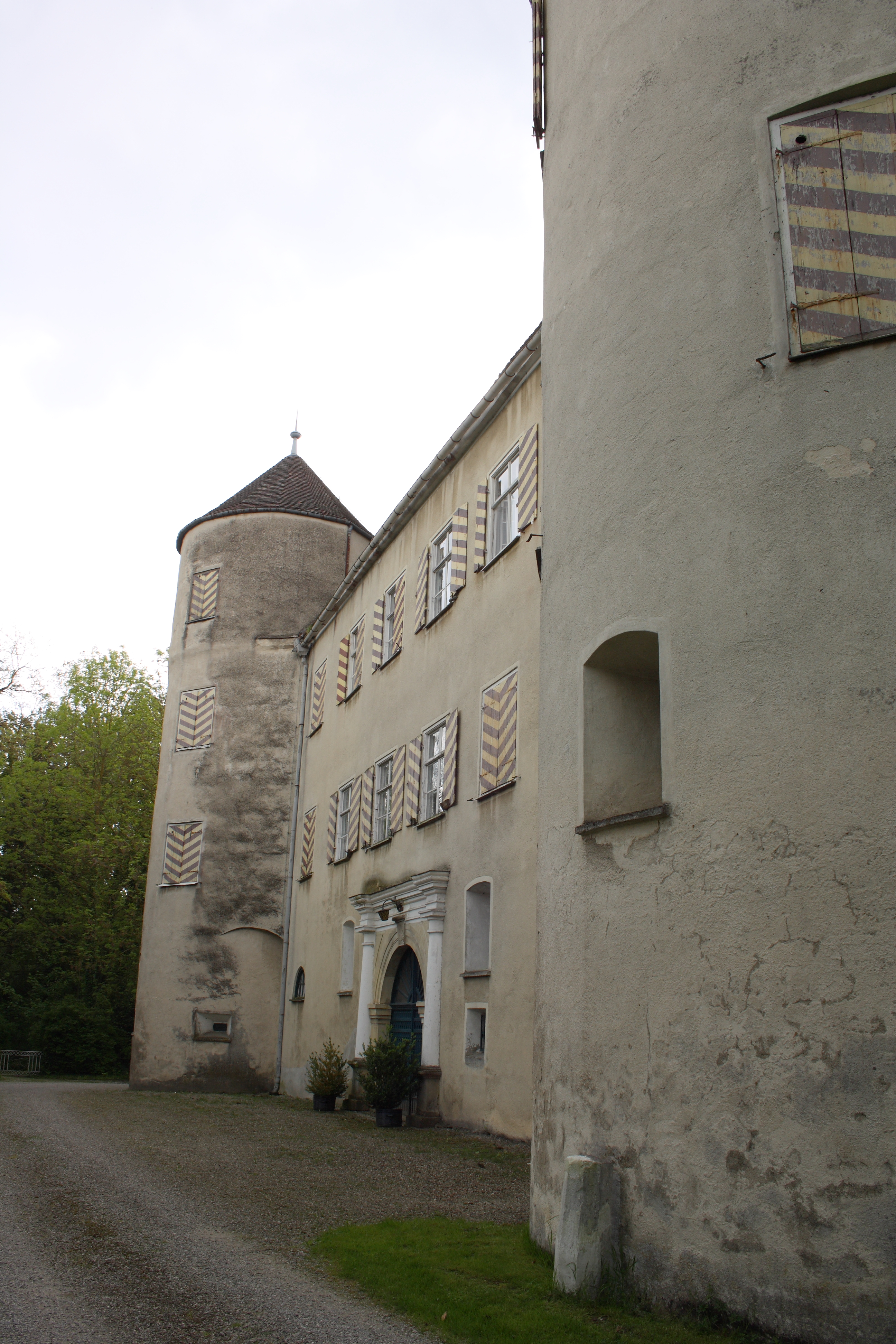
Schloss Bächingen an der Brenz
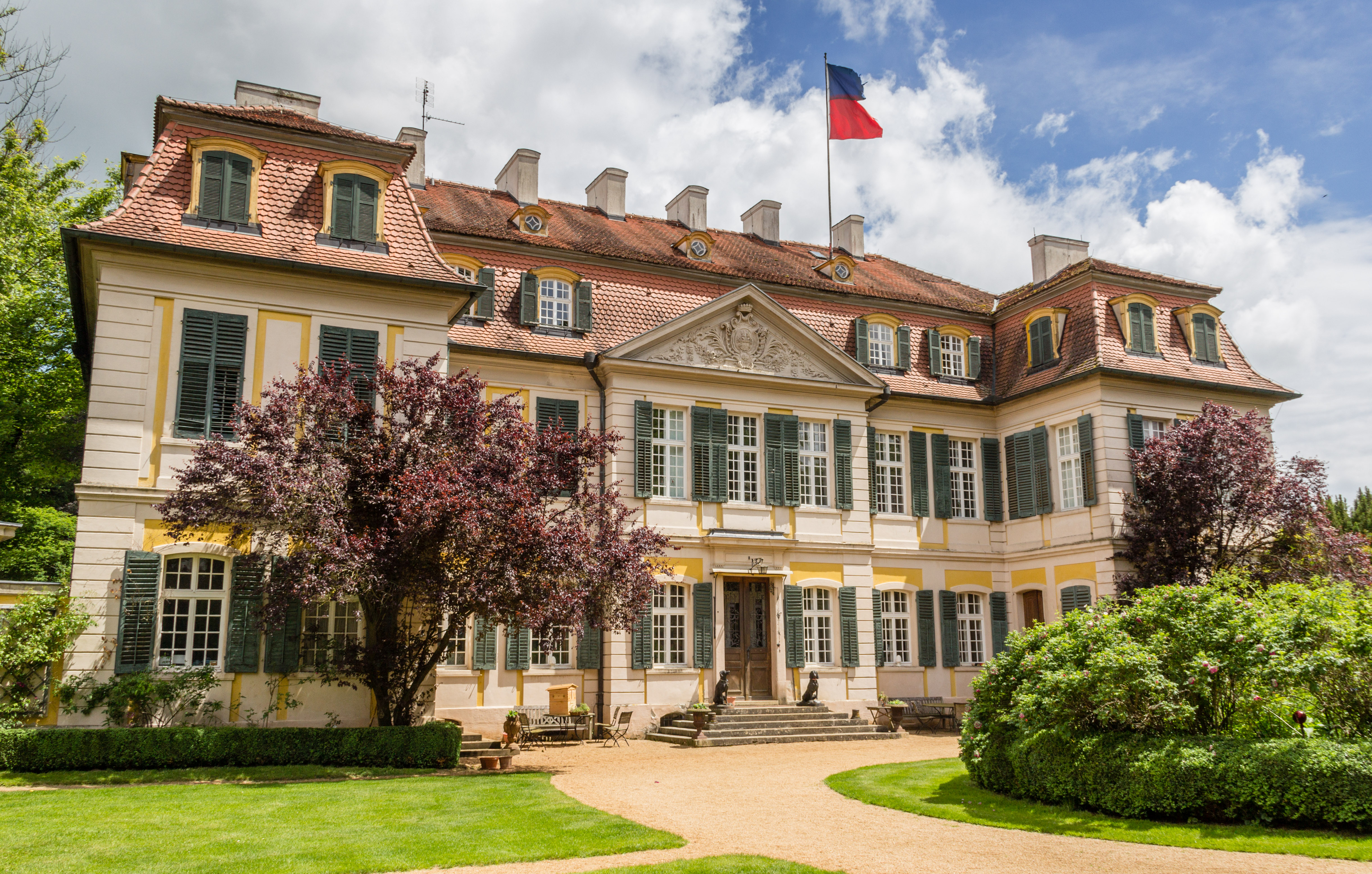
Schloss Dennenlohe
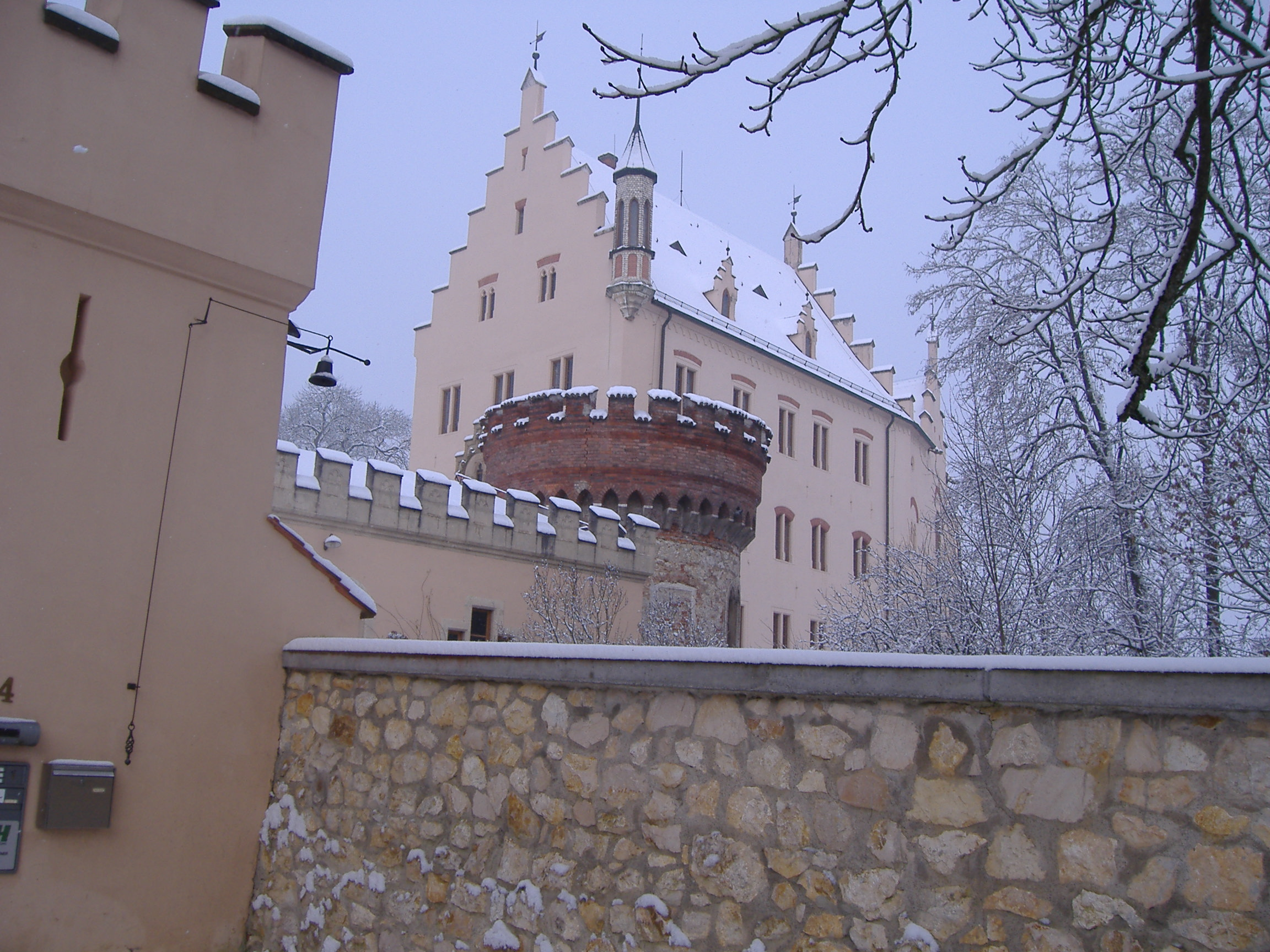
Schloss Haunsheim

Er stand in enger Verbindung zu dem Unternehmer und Bankier Johann Lorenz Schaezler, dem nach ihm reichsten Mann in Augsburg, sowie zu den Fürsten Fugger und dem bayerischen Königshof. Er engagierte sich zudem karitativ und verhalf Augsburg sowie seinen Herrschaften zu ökonomischem Aufschwung. Darüber hinaus war Süßkind Assessor am königlich bayerischen Wechsel-Appellationsgericht und besaß Fabriken in Wien und St. Georgen, wovon er erstere seinem Schwiegersohn, dem württembergischen Staatsminister Karl Freiherr Varnbüler von und zu Hemmingen, letztere seinem Sohn Gottlob (1809–1896) übergab.
Johann Gottlieb Freiherr von Süßkind war vier Mal verheiratet; seine dritte Frau Henriette von Rad (1782–1814) entstammte dem Augsburger Patriziat und war eine Enkelin von Benedikt Adam Freiherr von Liebert, dem Erbauer des berühmten Schaezlerpalais, sowie die einstige Verlobte des Pädagogen Christian Heinrich Zeller.
Durch Verheiratung seiner Kinder in einflussreichen Adelskreisen gewann die vormals großbürgerliche Familie an Ansehen; so heiratete Süßkinds Tochter Elise (1810–1831) den Augsburger Bankier Wilhelm Freiherr von Schaezler, seine Tochter Henriette (1815–1902) den württembergischen Staatsminister Karl Freiherr Varnbüler von und zu Hemmingen.

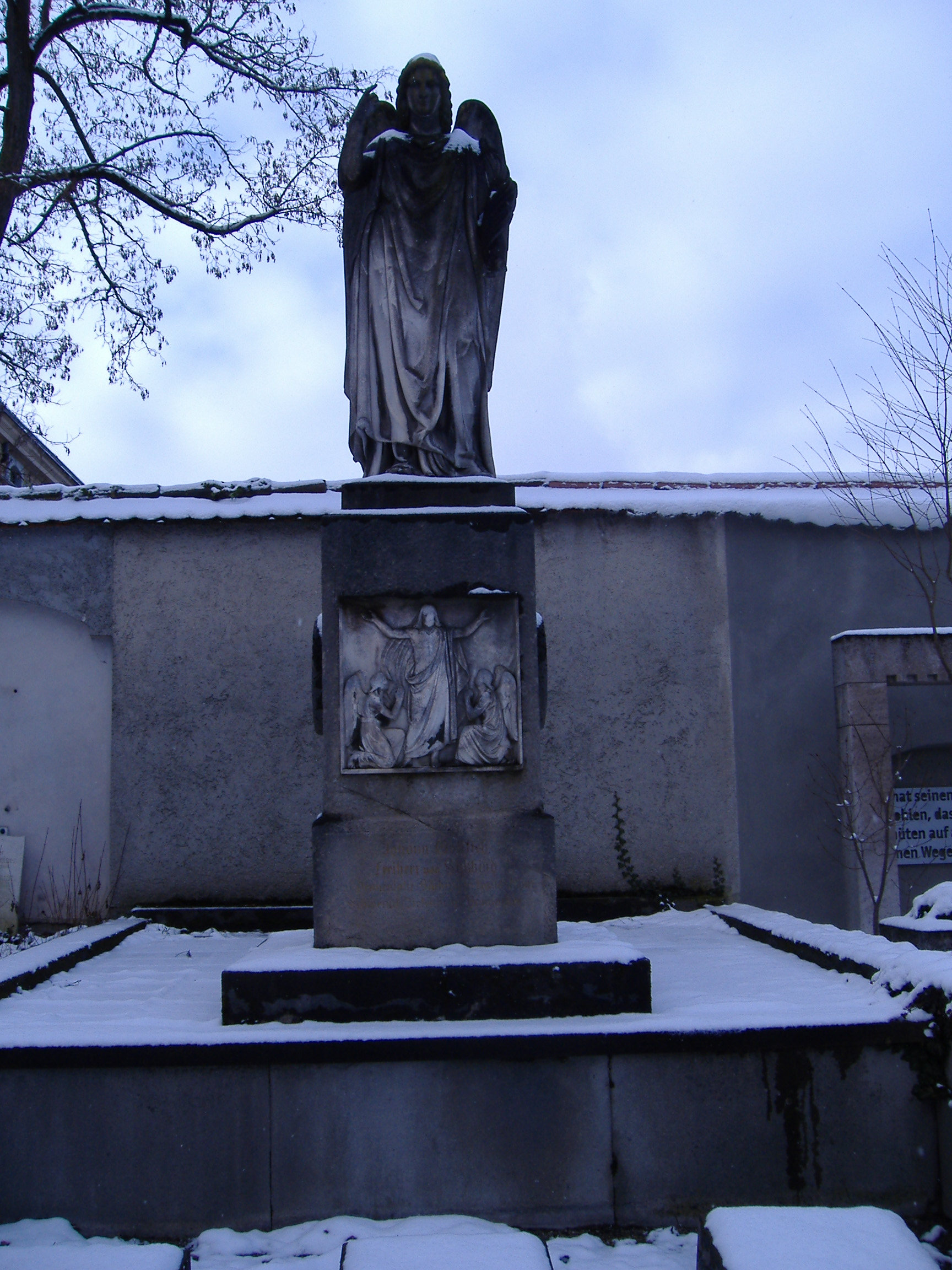
Grabstätte von Johann Gottlieb Süßkind auf dem protestantischen Friedhof in Augsburg

Johann Gottlieb starb 1849; sein Grabmonument befindet sich auf dem Protestantischen Friedhof in Augsburg. Auf dem Patronatsfriedhof in Bächingen sind ebenfalls bemerkenswerte Grabmäler der Familie erhalten.
Sein Sohn Gottlob übernahm die Leitung des Bankhauses, löste es aber bald auf. Die Familienmitglieder zogen allesamt ein Dasein als landadelige Großgrundbesitzer mit Herrschaftsrechten und umfangreicher Land- und Forstwirtschaft einem großbürgerlichen Stadtleben vor. Der enorme Gutsbesitz wurde nach dem Tod Johann Gottliebs unter seinen Kindern verteilt, deren Nachfahren ihn teilweise noch heute bewirtschaften (Bächingen, Dennenlohe, Schwendi).

## Wappen
Das Wappen von 1821 ist geviert und belegt mit einem Herzschild, darin eine von zwei je aus einem abgeledigten grünen Dreiberg wachsenden grünen Ölzweigen aufsteigende eingebogene rote Spitze, belegt mit einem dreizinnigen silbernen Festungsturm mit von je zwei Fenstern beseitetem und überhöhtem schwarzen Tor. Felder 1 und 4 in Schwarz ein goldener Balken, oben und unten begleitet von je drei anstoßenden silbernen Rauten († v. Schwendi), 2 und 3 in Silber auf geflügelter goldener Kügel eine Fortuna, mit der Rechten einen blauen Schleier, mit der Linken einen Merkurstab haltend. Das Wappen trägt drei Helme.

## Bekannte Familienmitglieder

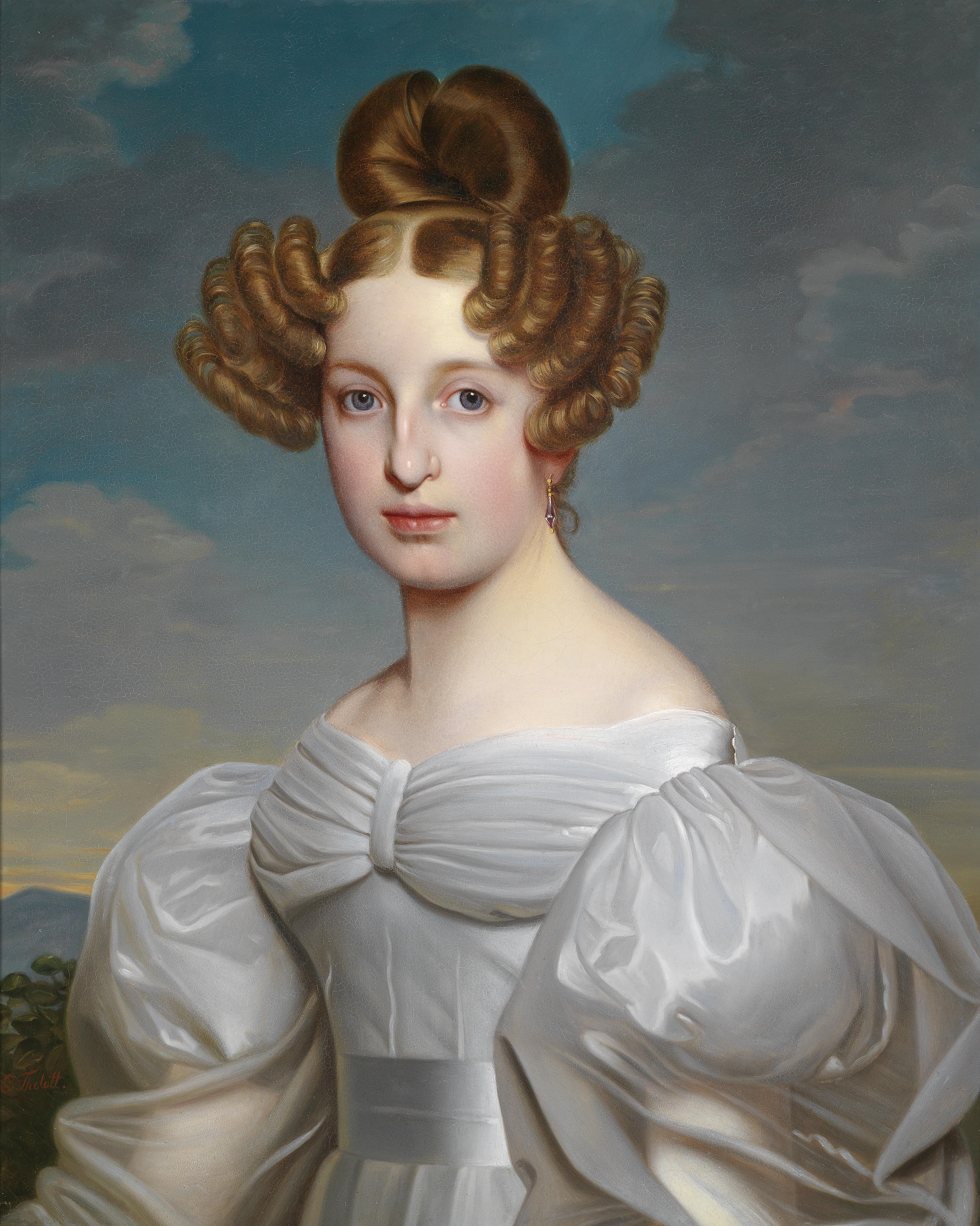
Elisabetha von Schaezler, geb. Freiin von Süßkind (1810–1831)

Johann Gottlieb Freiherr von Süßkind (1767–1849), auf Bächingen, Bannacker, Dennenlohe, Dietenheim, Haunsheim und Schwendi
⚭ I. 1797 (geschieden 1800) Johanna Euphrosina Bäumer (1780–1863),
⚭ II. 1804 (geschieden) Maria Anna Preu (* 1780),
⚭ III. 1806 Henriette von Rad (1782–1814),
⚭ IV. 1814 Sophia Friederika Graberg (1796–1834); Kinder:
- Albert Freiherr von Süßkind (1803–1887), auf Dennenlohe ⚭ 1828 Maria Bösner (1806–1866); Stammeltern der Dennenloher Linie
- Johann Gottlieb Benedikt Freiherr von Süßkind (1808–1827)
- Gottlob Freiherr von Süßkind (1809–1896), auf Bächingen ⚭ 1841 Pauline Freiin Varnbüler von und zu Hemmingen (1822–1841)
- Elisabetha Freiin von Süßkind (1810–1831) ⚭ 1829 Wilhelm Freiherr von Schaezler (1797–1887) (Das Gemälde befindet sich auf Schloss Dennenlohe)
- Paulina Freiin von Süßkind (1812–1839), auf Dietenheim ⚭ 1833 Benedikt Freiherr von Herman (1804–1842)
- Henriette Freiin von Süßkind (1815–1902), auf Bannacker ⚭ 1835 Karl Freiherr Varnbüler von und zu Hemmingen (1809–1889)
- Amalia Freiin von Süßkind (1817–1903), auf Haunsheim ⚭ 1839 Hermann Freiherr vom Holtz (1813–1857)
- Theodor Freiherr von Süßkind (1823–1905), württembergischer Kammer- und Majoratsherr auf Schwendi, ab 1901 Freiherr von Süßkind-Schwendi ⚭ 1851 Karolina Freiin von Woellwarth-Lauterburg (1831–1912); Stammeltern der Schwendier und Bächinger Linie
  - Richard von Süßkind-Schwendi (1854–1946), preußischer General der Infanterie
    - Alexander von Süßkind-Schwendi (1903–1973), Ministerialrat im Bundesministerium für die Durchführung des Marshallplans und stellvertretender Leiter der Vertretung der Bundesrepublik bei der Organisation für wirtschaftliche Zusammenarbeit. 
      - Johann Gottlieb Freiherr von Süßkind-Schwendi (* 1939), Generalsekretär für die europäische Zusammenarbeit kooperativer Banken in Brüssel

## Bekannte Nachkommen
- Hildegard Freiin Varnbüler von und zu Hemmingen (1843–1914), war mit dem württembergischen Staatsrat und Gesandten in Berlin Karl von Spitzemberg (1826–1880) verheiratet und eine Freundin Bismarcks; sie schrieb ein berühmtes Tagebuch über die Gesellschaft des Kaiserreichs.
- Axel Varnbüler von und zu Hemmingen (1851–1937), deutscher Diplomat und gehörte dem Liebenberger Kreis um Kaiser Wilhelm II. an.
- Cäsar von Hofacker (1896–1944), Oberstleutnant der Reserve und am Attentat vom 20. Juli 1944 auf Hitler beteiligt, weswegen er in Berlin-Plötzensee hingerichtet wurde.
- Roland von Hößlin (1915–1944), Major im Reiterregiment, Ordonnanzoffizier beim Stab des Deutschen Afrikakorps und ebenfalls an oben genanntem Attentat beteiligt und in Berlin-Plötzensee hingerichtet.
- Robert Andreas Freiherr von Süsskind, (* 1955) Herr zu Dennenlohe, Gründer des Deutschen Gartenbuchpreises und des Deutschen Gartennetzwerkes, Träger der Bayerischem Umweltschutzmedaille 2022

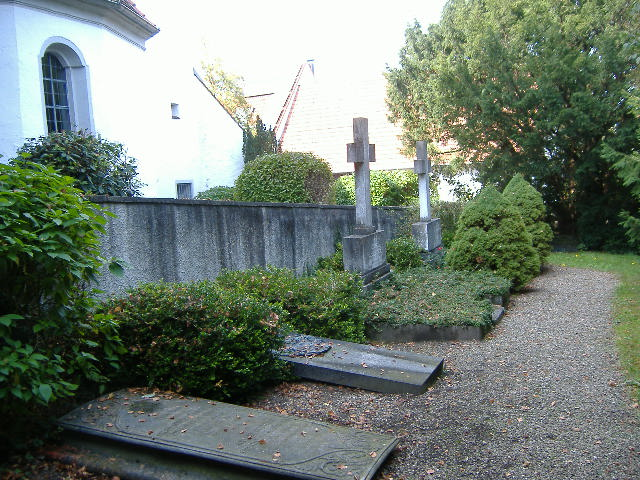
Patronatsfriedhof der Familie in Bächingen